# Mallet Murphy
Mallet Murphy (v. 1890-1900) era el pseudònim d'un famós guarda de bar nord-americà i figura de l'inframón a Hell's Kitchen, Nova York, a finals de la dècada de 1890 fins a principis del segle XX. El seu sobrenom particular va ser atribuït a l'ús d'un mall de fusta com a arma contra clients indisciplinats i per defensar el seu bar contra criminals. El seu saló Battle Row, situat al carrer Trenta-Novè entre la Desena i la Onzena Avinguda, va ser utilitzat com a seu de la banda Gopher durant els seus primers anys. També serví com a seu del Club Social i d'Atletisme de les Dones de Battle Row, més conegut com Lady Gophers: el cos de dones auxiliars de la banda ja esmentada banda, capitanejada per Annie Walsh.

Mallet Murphy ha aparegut en diverses novel·les històriques, incloent A Long Line of Dead Men (1999) de Lawrence Block, Cold Hit (2001) de Linda Fairstein i And All the Saints (2004) de Michael Walsh.